# 伊集院光 日曜日の秘密基地
『伊集院光 日曜日の秘密基地』（いじゅういんひかる にちようびのひみつきち）は、2000年10月8日から2008年3月30日までTBSラジオで放送された、タレントの伊集院光がパーソナリティを務めていた情報ワイド番組。1998年から放送されていた『伊集院光 日曜大将軍』の後継番組で、両番組あわせて10年間続いた。
聴取率は常に同時間帯トップ。調査日によっては同時間帯テレビ番組の視聴率の数値を上回ることもあった（調査はいずれもビデオリサーチによるもの）。

## 放送時間
- 2000年10月 - 2001年3月：毎週日曜日 15:00 - 17:50
- 2001年4月 - 2002年10月：毎週日曜日 15:00 - 17:30
- 2002年10月 - 2003年3月：毎週日曜日 15:00 - 18:00
- 2003年4月 - 2003年9月：毎週日曜日 15:00 - 17:30
- 2003年10月 - 2008年3月：毎週日曜日 13:00 - 17:00

スポーツ中継などの為、短縮放送や2部構成になる場合があった。

## 出演

### パーソナリティ
伊集院光が放送開始以来のパーソナリティであったが、数回代理パーソナリティで放送したことがある。番組初期に伊集院が年に一回程度の休みを取ることがあり、その際はくりぃむしちゅーなど、伊集院と仲がいいタレントが代理を務めた。
- 2001年5月20日（第33回） 海砂利水魚（現:くりぃむしちゅー）
- 2002年1月6日（第66回） 坂下千里子
- 2004年1月4日（第164回） 桐畑トール

なお、2006年10月1日の放送では、喉の調子が悪く声が出なくなったという理由で伊集院が番組を欠席したため、浅草キッドと桐畑トールが交替で代理司会を務めた。
伊集院は休むことについて「自分じゃない人物が自分のラジオ番組で話しているのがイヤ」と語っており、番組への強い愛着と他のパーソナリティへの嫉妬があったと見られる。そのため年末年始は録音で放送することもあった。

### アシスタント
2000年10月 - 2003年5月： 小原正子（クワバタオハラ）
小原がある日、この番組を喉の病気を理由に休んでいた時にニッポン放送の『ゴッドアフタヌーン アッコのいいかげんに1000回』でくわばたりえと共にリポーターとして出演していたことを同番組のリスナーに暴露されたため準レギュラーに降格される。その後の出演回数はくわばたに比べ激減。また伊集院からは「なぜか理由は知らないけれどもほぼ毎週のようにスタジオの外で見学に来ている人」という役割が渡された。
2003年5月 - 2003年9月： 週替わり
公開オーディションという名目で、アシスタント候補が週替わりで出演した。山崎弘也（アンタッチャブル）、柴田英嗣（同）、桐畑トール（当時熊本キリン）、田中健三（同）、松田美帆子（キャラメルクラッチ）、小原正子（クワバタオハラ）、あべこ（胡喋蘭）、有馬隼人（当時TBSテレビアナウンサー）、竹内香苗（同）、小嶋亜由美、北島美穂、大槻りこ、三木よしえなど。
2003年10月 - 2005年12月： 竹内香苗（当時TBSテレビアナウンサー）
2005年3月以降『みのもんたの朝ズバッ!』にもレギュラー出演しており、この番組と合わせて週に6日間もの生放送出演というTBSテレビ内の労使協定に反する過重勤務となったため、2005年12月25日にアシスタントをいったん降板した。
2006年1月 - 2006年4月： 週替わり
TBSテレビアナウンサー（当時を含む）である堀井美香、小林麻耶、久保田智子、山内あゆ、山田愛里、川田亜子、海保知里、長岡杏子が交代で担当。堀井、山内、長岡は複数回担当した。
2006年4月9日はなし。2006年4月16日は桐畑トール（ほたるゲンジ）が担当で、山内、長岡、川田、竹内の4人がゲスト出演し、この4人が週替わりでアシスタントを務めると発表された。竹内の過重労働問題は、毎週の出演としないことで解決された。
2006年5月 - 2008年3月： ローテーション
TBSテレビの女性アナウンサー4人が月1回ずつ担当した。
第1日曜日：川田亜子（2007年3月まで）、竹内香苗（2007年4月以降。川田がTBSを退職したため）
第2日曜日：竹内香苗
第3日曜日：山内あゆ（2007年7月15日は山内がおたふくかぜ発症のため長岡杏子が代行した）
第4日曜日：長岡杏子（2008年2月24日は「10周年スペシャル」で、過去最も長くアシスタントを務めた竹内が担当した）
第5日曜日は特に固定せず。2006年10月29日は小俣雅子（フリーアナウンサー）が担当。外山惠理は最終回を含めた計4回を担当。そのほかでは竹内、堀井美香、小島慶子が担当した。
このほか、多数のコーナー担当アシスタントが存在した（多数のため省略）。

### 気象予報士
週替りで出演。
- 江花純（ウェザーマップ所属）
- 松田朋子（同）
- 海老原美代子（同）

### ニュースデスク
内山研二が「日曜ゼミナール」の解説を担当した。
- 2003年9月21日の放送では柴田秀一が出演し、講師・竹内香苗のサポートとした。
- 2007年8月19日の放送では内山が休みのため中村尚登が担当した。

## 終了時のタイムテーブル
2007年12月時点のスペシャルウィーク以外の放送時の目安。
- 13:00 オープニング、フリートーク
- 13:20 負けたらお蔵インタビュー天国と地獄
- 13:50 TBSニュース、天気予報、交通情報
- 13:55 結果発表→FAX紹介（14:00をまたいで結果発表をすることもある）
- 14:00 秘密基地VIPルーム
  - 14:30頃 TBSラジオ交通情報
- 14:50 TBSラジオ交通情報
- 14:52 FAX紹介
- 15:00 日曜ゼミナール
  - 15:30頃 TBSラジオ交通情報
- 15:50 TBSニュース、交通情報
- 15:55 FAX紹介（「日曜ゼミナール」のゲスト講師がそのまま出演し、場合によってはニュースと交通情報の前に行う場合もある）
- 16:00 秘密キッチの穴（スペシャルウィーク直前の時は、次回告知となる）
  - 16:25頃 TBSラジオ交通情報、天気予報
  - 16:54頃 TBSラジオ交通情報
- 16:55 エンディング（賞金当選者発表など）

## コーナー・企画の解説

### 番組終了時のコーナー
フリートーク
伊集院とアシスタントが、最近の身の回りの出来事などを思うままにトークした。
「FAXテーマ」もここで発表され、あらかじめ公式サイトに寄せられていたメールが読まれたり、そのテーマに関する伊集院光やアシスタントのエピソードが語られた。番組中に紹介されたものの中から優秀作5名には5,000円がプレゼントされた。一時期、FAXテーマはクワバタオハラやマイマイカブリなどの若手芸人によって考案され、採用されると伊集院個人から賞金が出ていたらしい。
負けたらお蔵インタビュー天国と地獄
毎週2組の芸人が同じテーマで街の人にインタビュー。それぞれ自分のインタビューがどれだけ面白いかをプレゼンし、リスナーの投票の結果、勝った芸人だけがその内容をオンエアされる。勝った芸人は翌週も出演できるが、負けた芸人はインタビューがオンエアされないばかりか、即刻スタジオの外に出なければならないうえにノーギャラ。
2008年1月20日に新人オーディションが行われ、イマニヤスヒサがどきどきキャンプの岸学と麦芽の小出真保を相手に勝利した。
秘密基地VIPルーム
有名人、著名人をゲストに招いてトークをしながら、リスナーから募集したゲスト本人にまつわるクイズを出す（本人クイズ。過去のインタビュー記事からのクイズが多かった）。ゲストが正解できなければリスナーへの賞金がアップした。
第1回のゲストは野村克也。落語家、漫画家、野球選手、お笑い芸人、ミュージシャンなど伊集院自身が興味を持っている人物が出演することが多かった。
日曜ゼミナール
芸能人のゲスト講師を招き、ニュースで扱われている話題や用語を笑いを交えて分かりやすく解説した。
主なゲスト講師は、浅草キッド、なぎら健壱、光浦靖子、パックンマックン、稲川淳二、清水ミチコ（ニッポン放送で清水ミチコの日曜はマネよを担当していた期間は出演なし）、ルー大柴、カンニング竹山、丁半コロコロ（コンビ名X-GUNに復す。）など。ゲスト講師のサポート役にTBSニュースデスクの内山研二。
一時期、講義後に小原正子、くわばたりえ（クワバタオハラ）、リスナーが解答を行う小テスト「日曜秘密センター試験」が実施されていた。同試験ではアシスタントの座を掛けてレギュラーアシスタント（当時）の小原とくわばたによる対決が行われ、試験の結果でくわばたが5連勝することで1週のみだが小原とアシスタントを交代することができ、5連敗すると罰ゲームが科せられるというものだった。
秘密キッチの穴
リスナーから「記憶の穴」（心に引っ掛かっている謎、埋まらない記憶。当時流行していた品物・番組・人物・場所や当時行われていたイベント・行事などは実際にあったものか、現在はどうなっているかなど）を募集し、他のリスナーからの情報を元に調査、解明していく。番組開始当初から続いた長寿コーナーであった。
キャッチコピーは「記憶のスキマ、お埋めします」（『笑ゥせぇるすまん』のパロディ）。コーナー名は映画『マルコヴィッチの穴』のパロディで、当初、秘密の部分はカタカナ表記だった。また、最初期は穴に番号をつけていた。記憶に残っている当時からの期間を指して「○年ものの穴」と表現した。
初期はリスナーからの情報のみで謎を解明していたが、番組時間延長と共に若手芸人による調査員（番組内では「穴の担当」と呼ばれる）が置かれ、聴取者からの情報を整理し、場合によっては追加取材を行った。
「穴埋めに役立った有力な情報を送った」、「面白い仮説を立てた」、「興味ある穴埋め依頼をした」リスナーには伊集院の独断で3名に5,000円が贈られた（エンディングで発表）。
番組では新たに穴を紹介することを「新穴を開ける」、穴を解決することを「穴を埋める」また、穴に関して、別の疑問が発生することを「横穴をあける」と呼んだ。なお、横穴について投稿しても現金プレゼントの対象になった。
コーナーのオープニングテーマは、映画『マルコヴィッチの穴』の中でも使われている、バルトーク作曲『弦楽器と打楽器とチェレスタのための音楽』の第二楽章。依頼を紹介する時の背景音楽はモーツァルトの『きらきら星変奏曲』。依頼の読み上げは、宮内鎮雄、鈴木順が担当した。
第1回の穴は「ヒツジのいる公園」であった。
このコーナーを始めたのは、初めてラジオ番組を担当した小倉弘子に、ラジオのリスナーの底力を見せるためだったという。

### 過去の主なコーナー
打った、勝った! 草野球で大売出し!
宣伝したいことがあるリスナーと、伊集院率いる草野球チーム「花王ヘルシアXファイルズ」から選抜した「若手芸人軍」が草野球で勝負。リスナーチームの結果に応じた秒数のCMをTBSが作成し、番組内で放送した。
リスナー本人またはその推薦打者が「若手芸人軍」と3打席勝負をした結果は塁打1につき10秒（四死球・エラーも1塁打扱い）で換算され、最大で120秒のCMを流すことが可能。ただし、本来のルールでは2塁打となる「3塁打を狙ったが3塁でタッチアウトになる」は「0塁打」扱いとなる。3打席とも凡退に終わった場合、店や企業の名称はピー音が被せられたまま一切放送されなかった。
若手芸人軍の主な選手は、森脇優雅（クールズ）、関口大輔（元クロスパンチ、後マシンガンワルツ→マッドドックス）、河野和男（ヒットマン）、ジョン・コリンズ（ブルーマウンテン）、ヤス（ブルーマウンテン）、桐畑トール（ほたるゲンジ）、龍勝、助っ人として杉浦双亮（360°モンキーズ）。
攻守ともに少年野球や高校野球の経験者が多く、特に守備側の若手芸人軍はアウトを取るたびに1000円が支給されるため、常に手加減なしの真剣勝負だったが、末期はくじでポジションを決めたり、バッティングピッチャーとしてなら最高という評価を受けた火災報知器の小林を登板させるなどしたため、高確率でCMがオンエアされていた。
元プロ野球選手の新谷博や矢作公一が依頼者として出場したこともあった。両名とも0秒だった。
コーナー最終回は伊集院が本名の篠岡建として挑戦し、結果は0秒だった。
2時間クイズむずかC
応募してきたチャレンジャーに電話で難しいクイズが出題される。シンキングタイム2時間の間に様々な手を駆使して答えを導き出し、2時間後に正解出来れば賞金1万円。不正解だった場合には、賞金は次週に持ち越し上積みされる。スペシャルウィークには賞金が増額され、リスナー全員が参加出来る「6時間クイズものすげーむずかC」や「50時間クイズむずかC」なども行われた。クイズと言いつつも、体力勝負やチャレンジものなどのゲーム感覚溢れる出題も多かった。
『伊集院光 日曜大将軍』から移行直後の一時期にはキユーピーが提供に付き、タイトルも「キユーピーPresents 2時間クイズむずかC」となり、不正解だったチャレンジャーにもキユーピー商品の詰め合わせがプレゼントされた。またそれ以外にも、チャレンジャーからのリクエストに応じて伊集院光のサインがプレゼントされることがあった。ただ、ある時出題された「2時間後にお父さんがおならをする」という課題を、スポンサーのキユーピーが下品だと文句をつけ、その後スポンサーを降板。TBSラジオの営業部は「企画は悪くない。スポンサーがなくなった分は別のスポンサーをもっとつける」と励ましたという。
漫画家のみずしな孝之、桑木みき、田代哲也らが一般リスナー枠で出場したことがあった。
ニュースの秘密基地
先週一週間に世の中で起こった事件や出来事、スポーツや芸能の話題などをまとめて振り返り、その中から伊集院とアシスタントが気になったものをピックアップし、独自の切り口で掘り下げる。まずTBSニュースデスク内山研二の解説を含む「ニュースフラッシュ」が行われ、その後に主に伊集院が所見を述べた。
伊集院は番組中「嫌なニュースも多く、それについても所見を述べなければいけないのがつらい」ともらしたことがあった。
懸賞なび Presents ラッキーガールは誰だ プレプレコーナー
ホリプロお笑いジェンヌのクワバタオハラ、胡喋蘭、キャラメルクラッチの3組が、雑誌『懸賞なび』を参考に毎週1組当り100通の懸賞ハガキを出し、当たった組だけがそのプレゼントを持って番組に出演でき、当たった商品はリスナーにプレゼントされるという企画だったが、あまりにも当選率が低かったため打ち切られ、普通のプレゼントコーナーとなった。
秘密基地のエピソード こんな体験教えてください
「こんなヤツいるのか?」「こんな体験したヤツは?」という趣旨で、テーマに沿ったリスナーのエピソードを紹介。優秀作には5000円がプレゼントされた。その後もFAXテーマにはこの趣旨のものが多かった。

### スペシャルウィークの企画
スペシャルウィーク時はほぼ毎回、全編に渡って特別企画を行った。一つの企画を行うケースと複数の企画を行うケースがあった。総額が10万円を超えるほどのプレゼントを出すこともあった。
おバ歌謡SP
当時は真剣に「売れる」と思って作っていたのであろうが、現在落ち着いて聞いてみると面白い、お馬鹿な歌謡曲を特集。曲中に死人が出ている、尿意を催した男といったどうしようもない題材の曲が多かった。伊集院曰く、この番組以外では二度と聞けないであろう曲の集まり。「おバ歌謡音頭編」や「レコード会社対抗編」も放送された。
2004年6月にはコンピレーションCD『おバ歌謡』を発売。一部の楽曲は『伊集院光 深夜の馬鹿力』のエンディングテーマにも使われた。
主によく流れた曲
- 小沢昭一 「父チャン音頭」
病名を織り交ぜた歌詞が印象的。「深夜の馬鹿力」でも度々流れていた。
- 内山田洋とクール・ファイブ 「イエスタデイ・ワンス・モア」
カーペンターズの同名曲の日本語カヴァー。メンバーの小林正樹の歌唱による邦訳歌詞が伊集院のお気に入り。
- 尾崎紀世彦 「ゴッドファーザー・愛のテーマ」
映画「ゴッドファーザー」のテーマ音楽に歌詞をつけたもの。
- 麻里圭子、ハニーナイツ、ムーンドロップス 「ヘドラをやっつけろ!」
映画「ゴジラ対ヘドラ」の主題歌レコードのB面曲。題名とは裏腹に歌詞の大半以上を「ヘドラ」の紹介に割いている。
- アラジン・スペシャル 「がんばれジャイアンツ!!」
某野球チームの応援歌を連想させる曲名と隔離した歌詞の内容に、初めて聴いた伊集院が戦慄を受ける。
- のこいのこ 「ヒポポタマス」
「ひらけ!ポンキッキ」で流れた曲。運の悪いカバの生涯を一週間に例えており、伊集院はこれを「トラウマソング」として扱った。
- 常田富士男 「私のビートルズ」
歌詞にビートルズのメンバーや身内の名前がちょっとだけ出てくるだけの、不可解ソング。
- タンポポ 「ホテル・カリフォルニア」
イーグルスの同名曲の日本語カヴァー。訳詞はなかにし礼。
- HACO 「Wannabe」
スパイス・ガールズの同名曲の日本語カヴァー。おバ歌謡CD第二弾の収録候補に挙がっていた。
- 浦辺粂子 「わたし歌手になりましたよ」
当時バラエティ番組でも活躍していた大ベテラン女優・浦辺粂子の歌手デビュー曲。サビ部分の過剰なエコーに伊集院は「何所かに連れて行かれそう」と言った。
- 坊屋三郎 「おしっこしたくなっちゃった」
当番組で取り上げる以前に「コサキン」で度々流れていた。OAされたのは常に1番で、間奏と思しき軍隊調のファンファーレのくだり以降はOAされることはなかった。
- 草刈正雄 「アローン・アゲイン」
- 九重佑三子 「また一人」
二曲ともギルバート・オサリバンの「アローン・アゲイン」の日本語カヴァー。二曲とも歌詞の解釈が異なっており、前者の方は「山崎まさよしを彷彿とさせる歌い方」と称された。前者では他にも金井克子によるカヴァーが存在するが、番組内では言及されなかった。
- 尾藤イサオ&ドーン 「剣の舞」
ハチャトリアンの楽曲を軽快なアレンジとなかにし礼による詞がシュールな世界を醸し出していた。発表当時、尾藤は歌番組でこの歌を歌う際にジャグリングを披露していた。
- ギャル 「マグネット・ジョーに気をつけろ」
テレビ番組「金曜10時!うわさのチャンネル!!」で使用された曲。"マグネット・ジョー"という人物の素性に伊集院は興味を示していた。
- 「だれや?」(「チコタン」より)
アニメーション作品まで製作された子供合唱ものの1曲。所謂「トラウマソング」の部類で中盤以降の衝撃的展開はインパクト大。

お笑いどん底エピソード大賞
お笑い芸人の下積み時代のどん底ぶりを披露するスペシャル。2007年6月17日放送。爆笑問題、ビビる大木、雨上がり決死隊、イジリー岡田、劇団ひとり、北野誠、ガダルカナル・タカが出場し、日本テレビ『電波少年』の企画で死に掛かった話を披露したビビる大木が優勝した。
インタビュー企画
主に世間では名前が知られていない人に若手芸人にインタビューを行う企画。回によってルールが微妙に異なるが、話が面白かった人に投票するなどによって、視聴者プレゼントを行っていた。この企画が下地となって、レギュラーコーナー「負けたらお蔵インタビュー天国と地獄」がスタートした。
世界陸上応援企画
2007年8月26日放送。世界陸上に出場する日本代表選手のすごさを一番よくわかっているであろう、各種目の代表から漏れた次点の選手を集めた企画。
TBSラジオ珍プレー大賞
『日曜大将軍』時代の「月刊TBS」を引き継ぐ企画で主に年末のスペシャルウィークで放送。その年、TBSラジオで放送された全番組のうち「感動したもの」「面白いもの（主にNG）」を振り返るコーナー。スポーツ実況やトーク番組の言い間違いなどのほか、ベテランパーソナリティの数少ないNGも取り上げた。伊集院は「ベテランでもNG出すんだ」と自身を励ましていた。
『おはよう一直線』の生島ヒロシは当コーナーの常連で、何度も大賞や評価の上位を獲得した。そのため、生島は放送中NGを出すたびに「また、伊集院君を喜ばせちゃうな」と発言していた。
「珍プレー好プレー大賞」と称したこともあった。2007年度はJRNの系列局の珍プレーもエントリーしたためTBSラジオ・JRN珍プレー大賞として発表された（エントリーした局は中国放送・北日本放送・静岡放送・信越放送・山口放送）。
後番組の『爆笑問題の日曜サンデー』でも伊集院の承諾の上、年末に同コーナーが放送されている。

大賞作品は以下の通り。
- 『豊田綾乃 プレシャスサンデー』内で、『ラジオ朗読版「なぜ生きる」』のテープが半分の回転数で再生されてしまうトラブルが起きたが、動揺することなくフォローした豊田綾乃（2004年度）
- 『全国こども電話相談室』で、「テレビに出たい」という6歳の女の子に対して説教を始めた永六輔（2005年度）
- 『大沢悠里のゆうゆうワイド』で、休みの大沢悠里に代わってパーソナリティを務めた際、時報前にJOKRを言うべきところを、JOQR（文化放送のコールサイン）を言ってしまった蓮見孝之（2006年度）
- 中国放送の『RCCカープデーゲーム中継』で実況中、ラジオアナブースにスズメバチが闖入した事によりパニックに陥った一柳信行（2007年度）

- 2008年以降の作品についてはTBSラジオ珍プレー好プレー大賞を参照。

脱力ニュース大賞
「珍プレー大賞」と並行して行われるB級ニュース選手権。ここで扱われたニュースがフジテレビ『トリビアの泉』に採用されたことがあった（例：「ヌーディストビーチ見たさに船の片側に乗客が偏って転覆」は金の脳を獲得した）。

## エピソード
他局の姉妹番組
なぎら健壱が「日曜ゼミナール」に出演した際に、伊集院が当時アール・エフ・ラジオ日本で放送されていた『なぎら健壱のまっかちん仮面』のことを「うちの番組と姉妹番組である」と複数回紹介したことがある。ラジオ局の壁を越えた大胆な発言であったが、共通の企画やなぎら以外の出演者との交流はなかった。
他局のスタジオから放送
2002年3月3日は、伊集院が当番組のあとに『LIVE954 ラジオチルドレン、深夜の逆襲!』（横浜アリーナ）への出演を控えていたため、『LIVE954-』の後援者であるFMヨコハマのスタジオを借りて放送した。
伊集院が音楽を掛けている最中にトイレに立った際、トイレで流れているFMヨコハマの放送をTBSのものと勘違いして、本番再開に遅れそうになった。
全国ネット放送
2002年6月23日、日本プロ野球のナイターの予定が組まれていなかったため、普段JRN系全国ネットでナイター中継を放送している枠（18:00 - 21:00）で同番組の「ワールド野球スペシャル」が放送された。アシスタントに駒田健吾、ゲストにくりぃむしちゅーがそれぞれ出演。日本プロ野球をはじめ、野球界に関するうんちくが取り上げられた。また、後だし順位予想として、開幕前と現時点での順位予想をTBSラジオ野球解説者の三人（青島健太・衣笠祥雄・栗山英樹）に挙げてもらう企画も行われた（衣笠のみ順位予想に変更なし）。
ニッポン放送のアナウンサーの出演
2006年5月14日放送において、伊集院のかつての古巣であるニッポン放送のアナウンサー・上柳昌彦（当時は平仮名の「うえやなぎまさひこ」名義で番組出演していた）が出演。自身のブログでリスナーであることを告白し、同業者として素晴らしい番組だと絶賛した。さらに当時上柳は平日午前に『うえやなぎまさひこのサプライズ!』を担当しており、その裏番組が『大沢悠里のゆうゆうワイド』だった事、さらに本番組が使用していたスタジオが『ゆうゆうワイド』と同じだった事から、大沢悠里が毎日座っている椅子を教えてもらうや否やその椅子を押し倒す場面もあった。
竹内、興味半分で放送事故未遂
2006年12月10日放送において、次週の「TBSラジオ珍プレー好プレー大賞」の告知中、話の話題がラジオの音声をスタジオブース内からオン・オフ出来るカフの話になった際、竹内が目の前にあったカフのボタン（正確には「ミュートスイッチ」）を興味本位で押して（正確には下げて）しまい、実際に放送が数秒間無音で途切れるという事態が起こった。TBSでは数十秒無音状態が続くと放送事故と見なされて自動的に音楽が流れるため、本当に放送事故になりかけた。後述の居眠り事件と共に『武勇伝』として番組内で語り継がれた事件。
初の録音
伊集院が一人旅行に出るため、2006年12月31日は番組初の録音放送となったが、馴れない録音放送に録り直しを連発。「秘密キッチの穴」では解決編が時間の都合上全カットされたり、「日曜ゼミナール」が予定していた内容をすべて消化できないまま終了したりと、録音とは思えない放送となった。
キングオブコメディ・高橋、痴漢容疑
キングオブコメディの高橋健一に痴漢容疑がかけられた件について2007年7月22日の番組の冒頭で伊集院は擁護のコメントを述べた。高橋は2008年2月3日に秘密キッチの穴のコーナーで復帰する。
しかし、2015年12月に別件で逮捕され、伊集院は『深夜の馬鹿力』内において当時高橋を擁護したことを謝罪した。
竹内、放送中に居眠り
2008年1月6日放送の「秘密キッチの穴」の途中に竹内が数十秒間居眠り。話をどこまで覚えているか(中途半端に記憶が飛んでいた)問い詰められたり、「この後、長いテープが流れるけど大丈夫?」などといじられ、翌週のFAX・メールのテーマも「うっかり寝ちゃった話」になった。前述の放送事故未遂事件とともに「武勇伝」として語り継がれた事件。
サンドウィッチマン出入り禁止
サンドウィッチマンがブログで番組における自分たちの扱いについて不満を述べていたことが発覚。これを知った伊集院とプロデューサー・池田は「不満があるなら二度と番組に出なくていい」と言い、穴リポーターを解任した。ただし、その後数回出演している。
伊集院は後にこの件の経緯を「僕のラジオの生放送で、彼らの担当する5分くらいのコーナーがあったんですけど、その日僕がしゃべりすぎてそのコーナーが飛んじゃったんです。その場で全然怒らないで帰ったんですけど、(富澤たけしが)ブログに『しゃべれなかった』と怒りをつづって」「僕は読まなかったんですけど、ディレクターが読んで、『生放送はそういうこともある』って怒って、ほどなくしてクビになったんじゃないかな」「無口だけれども、富澤君は努力してるところをあまり見せないんですけど、みんなが思っている以上に下調べをしたりとかしていたと思う」と説明したうえでサンドウィッチマンをフォローしている。
番組終了宣言
2008年2月24日放送の最後に、伊集院が2008年3月での番組終了を宣言。終了は伊集院からの申し出によるもので局側は慰留してくれたと話し、打ち切りではない旨を説明した。また、同番組や『深夜の馬鹿力』で、ラジオパーソナリティとしての更なる成長のために、一日の生活の中で無駄な（あるいは無駄だと思える）時間をもっと過ごす必要性を感じたとして、同年4月以降は敢えてメディア関連の仕事を減らす意向であることを明らかにした。
最終回（2008年3月30日放送）は、放送が第5週のイレギュラーアシスタント担当回であったため、外山惠理が担当した。なお、外山は前身番組の『伊集院光 日曜大将軍』でも最終回をイレギュラーアシスタントとして担当している。
後継番組として、伊集院との関わりが深い爆笑問題をパーソナリティに起用し、2008年4月6日より『爆笑問題の日曜サンデー』がスタートした。2009年10月25日には伊集院が『日曜サンデー』にゲスト出演し、当番組を降板した経緯などについて語った。なお、外山は後に『日曜サンデー』にもレギュラーとして参加し、2021年現在は第5週のアシスタントや特別企画などで出演している。

## 受賞歴
- ギャラクシー賞
  - 第40回（2002年度）ラジオ部門[4]
    - 選奨
    - DJパーソナリティ賞（伊集院光）

  - 第43回（2005年度）ラジオ部門[5]
    - 大賞 （2006年2月26日放送「どこの誰かは知らないけれど、話してみたらスゲー人スペシャル」）

## 関連書籍・CD
- 伊集院光選曲 おバ歌謡（東芝EMI、TOCT-25389、2004年） - CDアルバム